# Звучна устнено-зъбна проходна съгласна
Звучната устнено-зъбна проходна съгласна е вид съгласен звук, използван в много говорими езици. В Международната фонетична азбука той се отбелязва със символа v. В българския език това е звукът, обозначаван с „в“.
Звучната устнено-зъбна проходна съгласна се използва в езици като английски (valve, ), немски (Wächter, [ˈvɛçtɐ]), полски (wór, [vur]), руски (волосы, [ˈvʷo̞ɫ̪əs̪ɨ̞]), турски (vade, [väːˈd̪ɛ]), френски (valve, [valv]).